# Fortificazioni al Colle della Croce
Le fortificazioni del Colle della Croce, insieme alle fortificazioni del Colle San Carlo, fanno parte del Caposaldo Colle della Croce - Colle San Carlo, uno dei capisaldi del Vallo alpino occidentale volti a fronteggiare un eventuale nemico proveniente dal Piccolo San Bernardo. 
Esse si compongono delle opere 9 e 10 che nel paesaggio si sommano ai resti delle fortificazioni già presenti in zona.
Se ne incontrano le rovine tra il colle omonimo e la Punta della Croce, lungo la dorsale che dal Mont Cormet arriva fino al Colle San Carlo, al confine tra i comuni valdostani di Morgex e La Thuile.
Vi si accede a piedi dal parcheggio vicino al bar La Genzianella, lungo la strada per il Colle San Carlo, seguendo le indicazioni del segnavia numero 15 per il lago d'Arpy.

## Storia

### Le fortificazioni del Piccolo San Bernardo
All'inizio del XVII secolo il principe Tommaso di Savoia fu incaricato dal padre Carlo Emanuele I di governare la Savoia e difendere i passi alpini che conducevano in Piemonte dalle truppe francesi di Luigi XIII, il padre del Re Sole. Nel 1628 l'esercito francese attaccò la Savoia e due anni dopo Luigi XIII entrò a Chambéry, capitale del ducato.
Il principe Tommaso fece fortificare il colle del Piccolo San Bernardo in tutta fretta, con l'obiettivo di difendere il Ducato di Aosta e ritardare l'avanzata dell'esercito francese che gli era nettamente superiore sia in uomini che in mezzi. Furono scavati dei fossati rinforzati da muri in pietra a secco: la prima linea di difesa fu realizzata sul colle, la seconda a La Thuile da cui si controllava sia la Grande Route (Grande Strada) che scendeva a Pré-Saint-Didier sia la strada per Morgex.
Nel 1661 queste modeste difese, benché fossero state rinforzate all'inizio delle ostilità, vennero spazzate via dalle truppe del Re Sole che dilagarono in Valle d'Aosta. Nei documenti dell'epoca si legge che in mancanza di meglio erano stati approntati per la loro difesa dei cannoni in legno di larice rinforzati da cerchiature in ferro.
Nel 1704, durante la guerra di successione spagnola che portò all'assedio di Torino, malgrado i restauri e le migliorie apportate alle fortificazioni, il duca di La Feuillade, comandante delle truppe del Re Sole, forzò il passo.
Con la pace di Utrecht del 1713 i Savoia assursero alla dignità regia, Carlo Emanuele III ordinò i nuovi lavori di fortificazione che iniziarono nel 1743: furono costruite 3 ridotte e un baraccone per il ricovero delle truppe al colle del Piccolo San Bernardo, si procedette al rifacimento dei trinceramenti del Principe Tommaso a La Thuile, alla chiusura della Valgrisenche e della Val Veny al Lago Combal dove vi erano già dei vecchi trinceramenti.
Negli anni 1793-1794 furono approntate nuove opere militari per difendere il Ducato di Aosta dall'esercito della Repubblica Francese. Al Mont Valesan fu prevista una ridotta forte di 200 uomini e 2 cannoni, nel 1794 fu ultimata la strada tra Morgex e i trinceramenti del Principe Tommaso che passava per il Colle San Carlo, opera pensata per il trasferimento rapido di viveri e artiglieria.
A tal proposito si ricordi che nel 1691 la Via Nuova collegava Prarion a Petozan passando a valle della Testa d'Arpy, la Via Vecchia era tracciata ancora più in basso e attraversava Molliex mentre l'attuale SS 26 venne aperta solo nel 1873.
Nel 1795 i francesi attaccarono di sorpresa le fortificazioni al Col du Mont, le conquistarono e dopo di esse caddero anche le trincee del Principe Tommaso.
Al termine delle ostilità le popolazioni interessate chiesero di provvedere alla bonifica del territorio fortificato, fu stabilito di conservare la Casa Forte di Fouillé e il Forte Nicolon al Colle della Croce. Le altre opere, tra le quasi si annoverano i trinceramenti della Butte du Parc, il campo del Principe Tommaso, quelli del Comballe e dell'Arp Vieille vicino al lago dell'Aile Blanche, furono lasciate nella disponibilità dei proprietari dei terreni.

### Le fortificazioni al Colle della Croce
Un piccolo magazzino sul colle e una ridotta orientale al Colle della Croce sono databili tra il 1691 e il 1704, riferibile ai lavori d'Estienne-Arnod (Théraz, ridotta Nicolon, baraccone St-Maurice e Colle Croce).
Se le prime fortificazioni moderne in Valle d'Aosta sono realizzate già a partire dal 1924, è solo nella seconda metà degli anni Trenta del Novecento che vengono costruiti nuovi fortini e rimodernate le strutture esistenti: nel territorio di Morgex vengono quindi edificate alcune opere di tipo 7000, ma è solo nel 1941 che per rafforzare il sistema difensivo della direttrice del Piccolo San Bernardo si costruiscono opere di tipo 15000, ma ciò non riguarda il Colle della Croce.
Con l'arrivo della seconda guerra mondiale la costruzione venne interrotta e varie opere del vallo alpino restarono incompiute.
Alla fine del conflitto bellico, secondo le direttive dei Trattati di Parigi del 1947, molte strutture sul confine sono distrutte o, per motivi economici, semplicemente disarmate e abbandonate.
Negli anni 2010, nell'ambito del programma di Sviluppo Rurale 2007-2013 del FEASR, i comuni di Morgex e La Thuile hanno realizzato la valorizzazione turistica dei sentieri delle fortificazioni con il progetto "Balades à deux voix: entre histoire et nature". Per le fortificazioni al Colle della Croce sono stati posti due pannelli turistici, nei pressi delle rovine dei due fortini.

## Descrizione
Prendendo la pista forestale indicata dal segnavia numero 15 per il lago d'Arpy dopo una decina di minuti si incontra l'ingresso di una fortezza sotterranea scavata nei primi anni della seconda guerra mondiale.
Si prosegue fino alla biforcazione che, presa a destra, indica il Colle della Croce, e si continua salendo i fianchi della dorsale sassosa che separa il vallone d'Arpy dalla valle che sale al Piccolo San Bernardo.
Continuando lungo la strada militare, a tratti sostenuta da alcuni muri in pietra a secco, si arriva alla sella del Colle della Croce, sotto la Punta della Croce. Sulla destra compare il lungo muro delle fortificazioni costruite sullo spartiacque e praticamente in piano si arriva prima alle rovine del Ricovero Brunet, presso il quale parte il sentiero che scende al lago d'Arpy, e poi alle fortificazioni del Colle della Croce.
La fortificazione del Vallo Alpino al Colle della Croce all'origine si componeva di due fortini (uno a sud sul colle e uno a nord sulla vetta) legati tra loro da un lungo trinceramento a linea spezzata. 
Del fortino a sud, sul sentiero che porta al Monte Cormet, restano pochi muri in pietra: sulla sinistra del colle è ricavata una postazione con l'entrata sul lato est e protetta da due fossati, che permetteva di tirare sia sul ripido crinale che sale da La Thuile sia sul resto del colle. Al riparo dagli sguardi nemici, poco sotto il valico, erano state costruite le due casermette per la guarnigione, ora in rovina. In quella a quota più elevata sono ancora visibili i resti della cucina.
Del fortino a nord, sulla vetta della Punta della Croce e a strapiombo sul vallone di Petosan, resta la ridotta a pianta quadrata cintata dei ruderi di una cortina poligonale.
Il trinceramento corona l'intero spartiacque con un muro in pietra a secco di spessore minimo pari ad un metro.
Dal colle si domina il massiccio del Monte Bianco e l'abitato di La Thuile e, a metà strada tra le trincee della piana di Petosan ed il colle, si vedono sulla sinistra i resti delle fortificazioni sul Plan Praz del XVII secolo, nei pressi del Ricovero Capitano Sandino, di cui restano muri in pietra a secco, una posizione militare e i ruderi di due caserme per la guarnigione.
Sul Colle della Croce si conservano anche i ruderi del Fort Nicolon, risparmiato dalle precedenti ostilità con i francesi, del XVIII secolo.

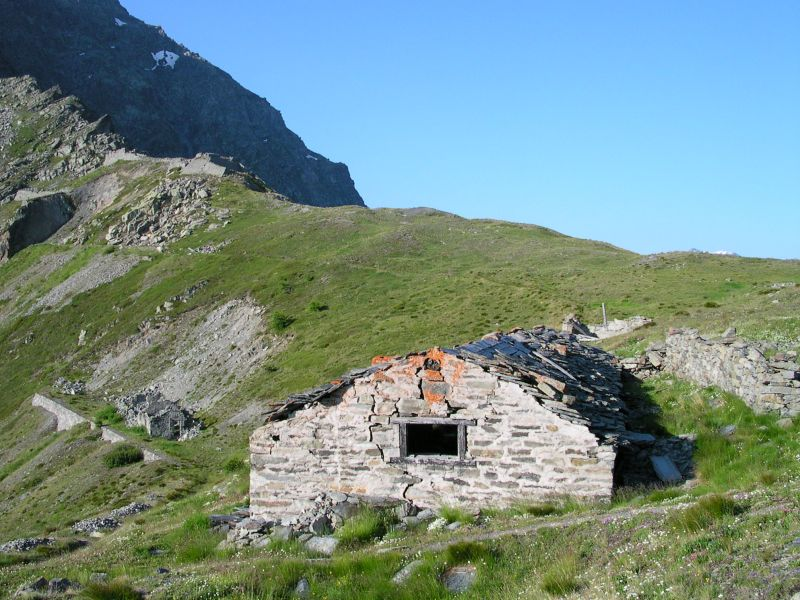
Ricovero Brunet.
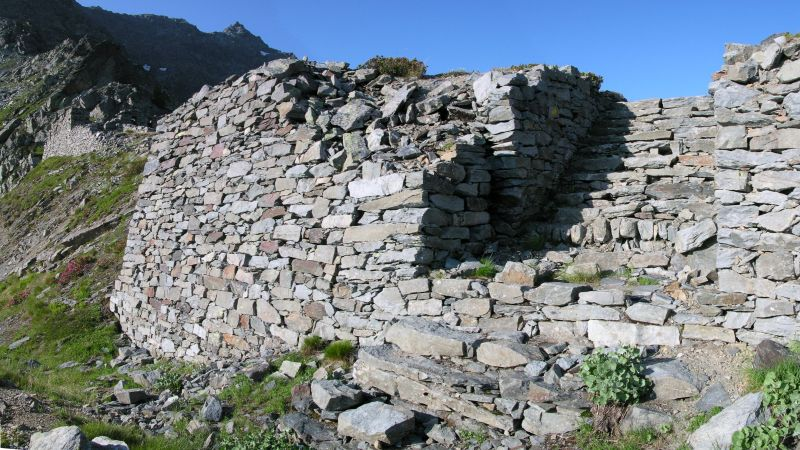
L'ingresso del forte Nicolon.
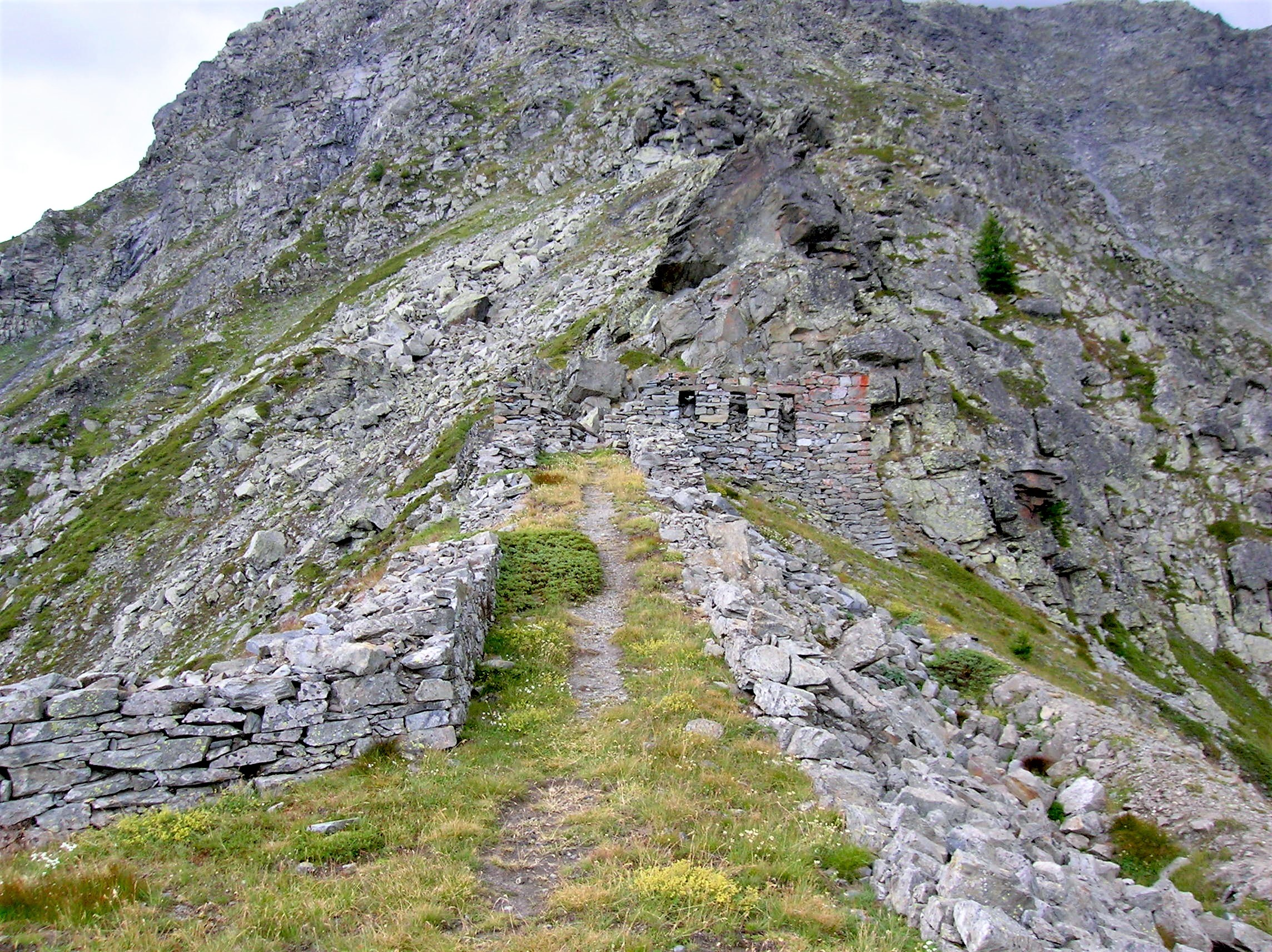
Resti del fortino a sud del Colle della Croce.
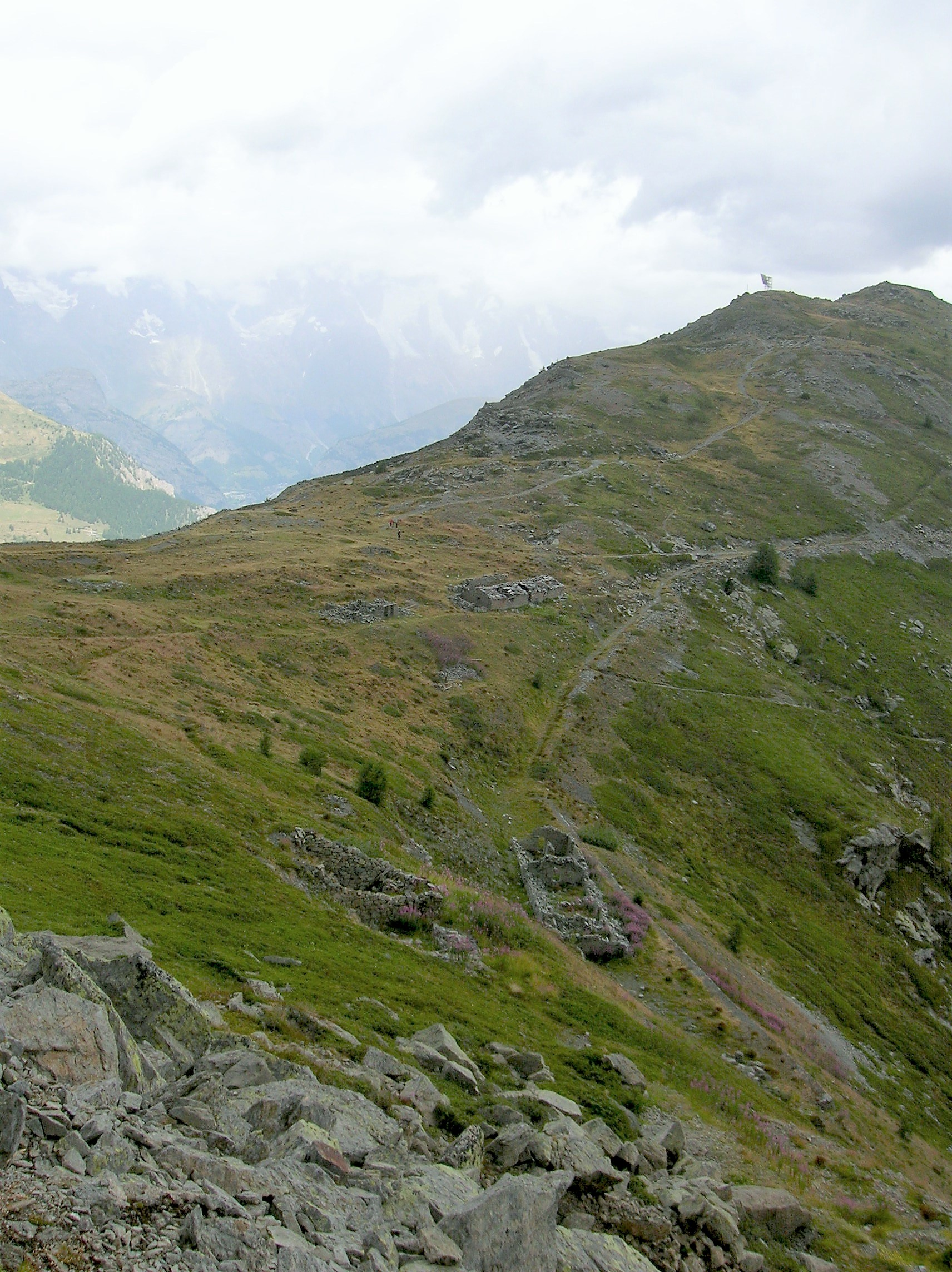
Vista d'insieme delle fortificazioni.
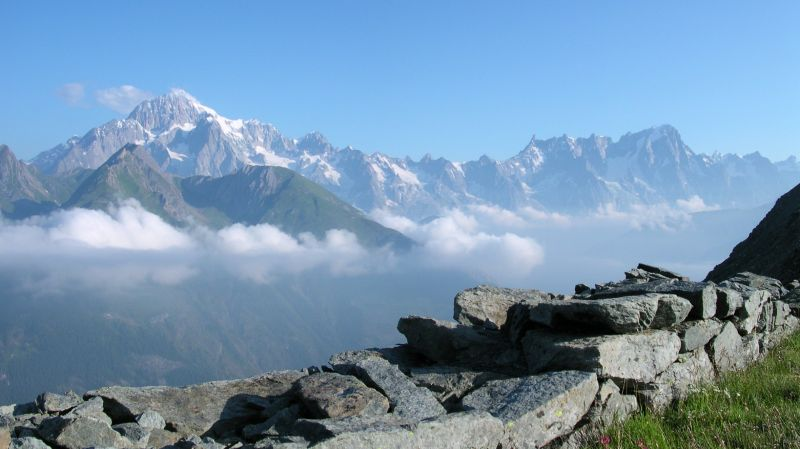
Trinceramento e Monte Bianco.